# Odprto prvenstvo Anglije 2018
Odprto prvenstvo Anglije 2018 je teniški turnir za Grand Slam, ki je med 2. in 15. julijem 2018 potekal v Londonu.

## Moški posamično
- Novak Đoković :   Kevin Anderson, 6–2, 6–2, 7–6(7–3)

## Ženske posamično
- Angelique Kerber :  Serena Williams, 6–3, 6–3

## Moške dvojice
- Mike Bryan /  Jack Sock :  Raven Klaasen /  Michael Venus, 6–3, 6–7(7–9), 6–3, 5–7, 7–5

## Ženske dvojice
- Barbora Krejčíková /  Kateřina Siniaková :  Nicole Melichar /  Květa Peschke, 6–4, 4–6, 6–0

## Mešane dvojice
- Alexander Peya /  Nicole Melichar :  Jamie Murray /  Viktorija Azarenka, 7–6(7–1), 6–3